# فراری اف‌ایکس‌ایکس-کا
فراری اف‌ایکس‌ایکس-کا (به انگلیسی: Ferrari FXX-K) یکی از خودروهای شرکت فراری است که در سال ۲۰۱۵ تا ۲۰۱۷ به تعداد ۴۰ دستگاه در مارانلو ایتالیا تولید شده‌است.
فاصله بین محور این خودرو ۲٬۶۵۰ میلیمتر (۱۰۴ اینچ)، طول آن ۴٬۸۹۶ میلیمتر (۱۹۲٫۸ اینچ)، عرض آن ۲٬۰۵۱ میلیمتر (۸۰٫۷ اینچ) و ارتفاع آن ۱٬۱۱۶ میلیمتر (۴۳٫۹ اینچ) است.
طراحی این خودرو خودروهای موتور وسط عقب-محور عقب است.
این خودرو جانشین فراری ۵۹۹ است.